# Musikåret 1987

## Händelser

### Februari

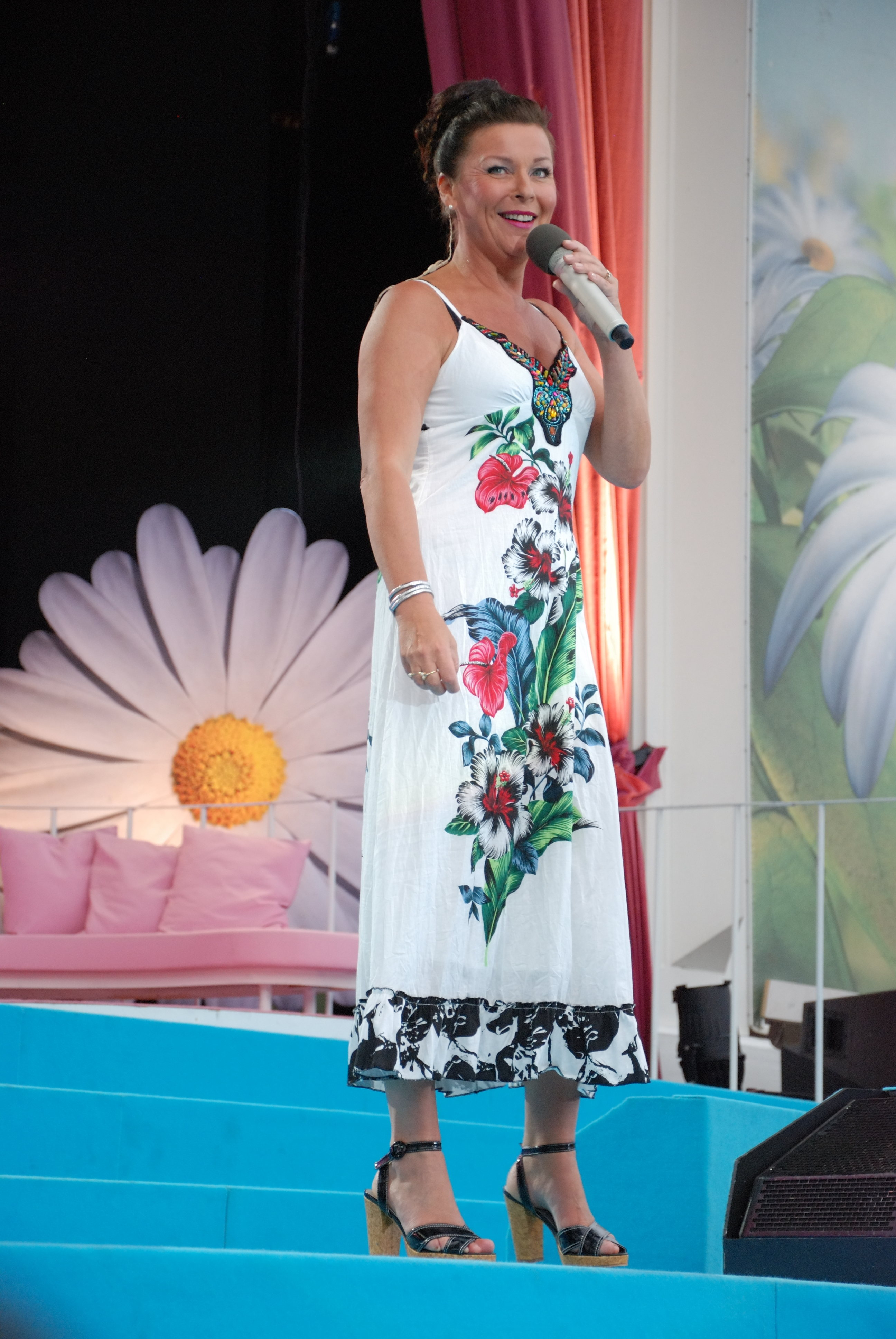
Lotta Engberg

- 21 – Lotta Engbergs låt Fyra Bugg & en Coca Cola vinner den svenska uttagningen till Eurovision Song Contest i Lisebergshallen i Göteborg[1]

### Maj
- 9 – Johnny Logans låt Hold Me Now vinner Eurovision Song Contest i Bryssel för Irland[2]. Sveriges låt Fyra Bugg & en Coca Cola med Lotta Engberg (12:a) får sjungas som Boogaloo på grund av att två varumärken nämns i texten.

### April
- April – Prince på Johanneshovs isstadion i Stockholm.

### Juni
- Juni
  - U2 uppträder på Eriksbergsvarvet i Göteborg.
  - Miles Davis på Gröna Lund i Stockholm.
  - Eurythmics på Stockholms stadion inför 40 000 åskådare.
  - Deep River Boys på sitt sista Sverigebesök uppträder på Lisebergs stora scen.

### Juli
- 17 juli–12 augusti – Rock runt riket 1987 – Eva Dahlgren, Ratata och Roxette med Orup som förband på turné Sverige runt inför 100 000 åskådare.

### Augusti
- 1 – MTV Europe börjar sända på 6-årsdagen av MTV:s USA-debut, första låten ut i MTV Europe är Dire Straits Money for Nothing[3].
- 16 – 10-årsminnet av Elvis Presleys död 1977 uppmärksammas.[4]
- 17 – Eskil Hemberg tillträder som ny chef för Kungliga Teatern, då det nya spelåret inleds på Sveriges teatrar.[4]

### September
- 10 – Start för TV-programmet "Listan" i SVT med Annika Jankell och Staffan Dopping som enbart visar svenska musikvideor.
- 25 – Bob Dylan uppträder i Scandinavium i Göteborg.[5]
- 26 – Bob Dylan uppträder på Johanneshovs isstadion i Stockholm.[6]

### Oktober
- 6 – Världens dyraste Stradivarius kommer till London med Luigi Alberto Bianchi, som ropat in sin "Colossus" för motsvarande fem miljoner SEK på Christie's i London i april 1987.[4]
- 24 – Galenskaparna och After Shaves musikal Stinsen brinner har urpremiär på Lorensbergsteatern i Göteborg.

### November
- 11 – Carola Häggkvist förlovar sig med Runar Søgaard.

### Okänt datum
- Arkivet för ljud och bild i Sverige inventerar hela samlingen av svenske skivsamlaren Olof Liljeson, varvid Bergströms terzets version av "Till Österland vill jag fara" påträffas, vilken räknas som den första svenska skivan.[7]

## Priser och utmärkelser
- Atterbergpriset – Hans Holewa
- Birgit Nilsson-stipendiet – Lena Nordin
- Stora Christ Johnson-priset – Daniel Börtz
- Mindre Christ Johnson-priset – Pär Lindgren för Shadowes that in Darknesse Dwell
- Fred Åkerström-stipendiet – Lasse Tennander
- Hambestipendiet – Eva Bartholdsson och Torbjörn Johansson
- Hugo Alfvénpriset – Nils Lindberg
- Jan Johansson-stipendiet – Arne Forsén
- Jazz i Sverige – Monica Borrfors
- Jenny Lind-stipendiet – Charlotta Huldt
- Johnny Bode-stipendiet – Anders Ekdahl
- Jussi Björlingstipendiet – Hillevi Martinpelto
- Medaljen för tonkonstens främjande – Greta Erikson, Carin Malmlöf-Forssling och Stig Carlsson
- Norrbymedaljen – Ingemar Månsson
- Rosenbergpriset – Anders Eliasson
- Spelmannen – Gert Palmcrantz och Povel Ramel
- Svenska Dagbladets operapris – Bengt Krantz
- Ulla Billquist-stipendiet – Sofia Källgren
- Årets körledare – Gösta Ohlin

## Årets album
Vänligen sortera soloartister på efternamn, musikgrupper på förstabokstaven (utan engelskans "The" och "A")

### A – G
- Bryan Adams – Into the Fire
- Aerosmith – Permanent Vacation
- Hasse Andersson – Jul i Kvinnaböske
- Björn Afzelius – Riddarna kring Runda Bordet
- Bad Religion – Suffer
- Bananarama – Wow!
- The Bar-Kays – Contagious
- Bee Gees : ESP
- Blandade artister – Eldorado. Äventyret fortsätter...
- Bobbysocks – Walkin' on Air[8]
- Crowded House : Crowded House
- The Cure – Kiss Me, Kiss Me, Kiss Me
- Eva Dahlgren – Ung och stolt
- Lisa Dalbello – She
- Kikki Danielsson – Min barndoms jular
- Death – Scream Bloody Gore
- Deep Purple – The House of Blue Light
- Def Leppard – Hysteria
- Depeche Mode – Music for the Masses
- Ebba Grön – Ebba Grön 1978-1982
- Lotta Engberg – Fyra Bugg & en Coca Cola[9]
- Erasure – The Circus
- Eurythmics – Savage
- John Farnham – Whispering Jack
- Fleetwood Mac – Tango in the Night
- Marie Fredriksson – Efter stormen
- Front 242 – Official Version
- Front Line Assembly – The Initial Command (debut)
- Agnetha Fältskog – I Stand Alone
- Galenskaparna och After Shave – Cyklar
- Galenskaparna och After Shave – Leif
- Guns N' Roses – Appetite for Destruction
- Grateful Dead – In the Dark

### H – R
- George Harrison : Cloud Nine
- Helloween – Keeper of the Seven Keys, Part 1
- Whitney Houston – Whitney
- Michael Jackson – Bad
- Keith Jarrett – Book of Ways
- Björn J:son Lindh – Feather Nights
- Judas Priest – Priest...Live!
- The Justified Ancients of Mu Mu – 1987 What The Fuck Is Going On?
- Kiss – Crazy Nights
- Kool Moe Dee – How Ya Like Me Now
- Level 42 – Running in the Family
- Ulf Lundell – Det goda livet
- Madonna – You Can Dance
- Metallica – Garage Days Re-Revisited
- Pat Metheny Group – Still Life (Talking)
- Alison Moyet : Raindancing
- New Order – Substance
- Pet Shop Boys - Actually
- Midnight Oil – Diesel and Dust
- Modern Talking – In the Garden of Venus
- Modern Talking – Romantic Warriors
- The Monkees – Missing Links
- The Monkees – Live 1967
- The Monkees – Pool It!
- Motörhead – Rock'n' Roll
- Mötley Crüe – Girls, Girls, Girls
- Nitzer Ebb – That Total Age (debutalbum)
- Alexander O'neal – Hearsay
- Ozzy Osbourne – Tribute
- Lena Philipsson – Dansa i neon
- Prince – Sign O' the Times
- Queen – Live Magic
- Ratata – Mellan dröm och verklighet
- The Real Group – Debut (debutalbum)
- Red Hot Chili Peppers – The Uplift Mofo Party Plan
- R.E.M. – Document
- Roxette – Dance Passion[10]
- Mats Rådberg och Rankarna – Country Cookin'
- Rush – Hold Your Fire

### S – Ö
- Arja Saijonmaa – Högt över havet
- The Sisters of Mercy – Floodland
- The Smiths – Strangeways, Here We Come
- Sonic Youth – EVOL
- Bruce Springsteen – Tunnel of Love
- Bobo Stenson – Very Early
- Strebers – Öga för öga
- Ted Ström – När natten vänder
- Testament – The Legacy
- Terence Trent d'Arby – Introducing the Hardline According to Terence Trent d'Arby
- Trouble – Run To The Light
- Roger Troutman – Unlimited!
- Magnus Uggla – Allting som ni gör kan jag göra bättre
- U2 – The Joshua Tree
- Suzanne Vega – Solitude Standing
- Cornelis Vreeswijk – Till Fatumeh
- XTC – Chips from the Chocolate Fireball
- Yello - One Second

## Årets singlar och hitlåtar
Vänligen sortera soloartister på efternamn, musikgrupper på förstabokstaven (utan engelskans "The" och "A")
- Susanne Alfvengren och Mikael Rickfors – Som stormen river öppet hav
- Rick Astley – Never Gonna Give You Up
- Rick Astley – Whenever You Need Somebody
- Bananarama – Love in the First Degree
- Belinda Carlisle – Heaven is a Place on Earth
- Billy Vera & the Beaters - At this Moment
- Club Nouveau - Lean on Me
- Eva Dahlgren, Ratata & Roxette – I Want You[10]
- Kikki Danielsson – I kväll jag tänder ett ljus
- Kikki Danielsson – Papaya Coconut[11]
- Depeche Mode – Strangelove
- Lotta Engberg – Fyra Bugg & en Coca Cola
- Lotta Engberg – Succéschottis
- Lotta Engberg & Lasse Stefanz – Världens lyckligaste par
- The Fans – Olé Olé Olé
- John Farnham – You're the Voice
- Climie Fisher – Love Changes (Everything)
- Samantha Fox – I Surrender (to the Spirit of the Night)
- Samantha Fox – Nothing's Gonna Stop Me Now
- Aretha Franklin och George Michael – I Knew You Were Waiting (For Me)
- Marie Fredriksson – Efter stormen
- Peter Gabriel – Big Time
- Gemini – Mio min Mio
- Grateful Dead – Touch of Grey
- Heart – Alone
- Hemliga byrån – Hej, hej, hemskt mycket hej
- The Housemartins – Caravan of Love
- Whitney Houston – I Wanna Dance with Somebody (Who Loves Me)
- Huey Lewis & the News – "Jacob's Ladder"
- Imperiet – 19hundra80sju
- Michael Jackson – Bad
- Johnny Hates Jazz – I Don't Want to Be a Hero
- Kiss – Crazy Nights
- Level 42 – Running in the Family
- Lili & Susie – Oh Mama
- Los Lobos – La Bamba
- Madonna – Open Your Heart
- Glenn Medeiros – Nothing's Gonna Change My Love for You
- Mel & Kim – Respectable
- George Michael – Faith
- Milla's Mirakel! – Rytmen av ett regn
- Alison Moyet – Is This Love?
- Robbie Neville – C'est la vie
- John Norum – Let Me Love You
- Orup – Jag blir hellre jagad av vargar
- Dolly Parton – The River Unbroken
- Pet Shop Boys – It's a Sin
- Pet Shop Boys – Rent
- Pet Shop Boys med Dusty Springfield – What Have I Done to Deserve This?
- Lena Philipsson – Dansa i neon
- The Pogues feat. Kirsty MacColl – Fairytale of New York
- Ratata med Anni-Frid Lyngstad – Så länge vi har varann
- Run DMC / Aerosmith – Walk This Way
- Sabrina – Boys (Summertime Love)
- Arja Saijonmaa – Högt över havet
- Sinitta – Toy Boy
- Mandy Smith (Mandy) – I Just Can't Wait
- Swing Out Sister – Break Out
- Swing Out Sister – Twilight World
- Roxette – It Must Have Been Love (Christmas for the Broken Hearted)[10]
- Roxette – Soul Deep[10]
- Sound of Music – Alexandra
- Stephanie – One Love to Give
- Style – Empty Bed
- Style – Run For Your Life
- Suzanne Vega – Luka
- T'Pau – China in Your Hand
- Thompson Twins – Get That Love
- Trance Dance – Don't Say Go
- Trance Dance – River of Love
- Randy Travis – Forever and Ever, Amen
- Triad – Tänd ett ljus
- U2 – I Still Haven't Found What I'm Looking For
- U2 – With or Without You
- U2 – Where the Streets Have No Name
- Pernilla Wahlgren – I Need Your Love

## Sverigetopplistan1987
| Datum                  | Låttitel                                   | Artist/grupp     | Bakgrund       |
| ---------------------- | ------------------------------------------ | ---------------- | -------------- |
| 14 januari 1987 (4v)   | One Love To Give                           | Stéphanie        | Monaco         |
| 11 februari 1987 (8v)  | Caravan Of Love                            | The Housemartins | Storbritannien |
| 8 april 1987 (8v)      | You're The Voice                           | John Farnham     | Australien     |
| 3 juni 1987 (6v)       | I Wanna Dance With Somebody (Who Loves Me) | Whitney Houston  | USA            |
| 29 juli 1987 (8v)      | It's A Sin                                 | Pet Shop Boys    | Storbritannien |
| 30 september 1987 (8v) | Never Gonna Give You Up                    | Rick Astley      | Storbritannien |
| 25 november 1987 (2v)  | Oh Mama                                    | Lili & Susie     | Sverige        |
| 9 december 1987 (4v)   | Whenever You Need Somebody                 | Rick Astley      | Storbritannien |

## Födda
- 3 januari – Adrian Knight, svensk-amerikansk tonsättare och musiker.
- 3 mars – Stacie Orrico, amerikansk sångare.
- 9 mars – Bow Wow, amerikansk Rap-artist.
- 2 juni – Darin Zanyar, svensk musiker och dokusåpadeltagare, medverkade i Idol 2004.
- 25 juni – Victor Lisinski, svensk tonsättare och musiker.
- 20 september – Leony, indonesisk sångare.
- 25 september – Adam Chiapponi, svensk musiker, medlem i Pandang.
- 28 september – Hilary Duff, amerikansk skådespelare och popsångare.
- 7 december – Aaron Carter, amerikansk sångare.
- 19 december – Aaron Renfree, brittisk musiker, medlem i S Club 8.

## Avlidna
- 4 februari – Liberace, 67, amerikansk pianist och underhållare.[4]
- 18 februari – Märta Reiners, 86, svensk operasångare.
- 3 mars – Danny Kaye, 76, amerikansk komiker, sångare och skådespelare.
- 7 april – Carl-Axel Hallgren, 68, svensk skådespelare och operasångare (baryton).
- 28 april – Åke Uddén, 83, svensk tonsättare, altviolinist och musikpedagog.
- 3 maj – Dalida, 54, sångare, skådespelare och Fröken Egypten 1954 (självmord)[12][13]
- 2 juni – Andrés Segovia, 94, spansk gitarrist.[4]
- 10 juli – John H. Hammond, 76, amerikansk musikproducent på skivbolaget CBS.
- 9 september – Gunnar de Frumerie, 79, svensk tonsättare och pianist.
- 11 september – Peter Tosh, 42, jamaicansk reggaesångare.
- 21 september – Jaco Pastorius, 35, amerikansk musiker, basist, mördad.
- 27 september – Pål Olle, 72, svensk spelman (fiol).
- 30 september – Vincent Jonasson, 72, svensk sångare, kompositör, textförfattare och skådespelare.
- 13 oktober – Kishore Kumar, 58, indisk sångare.
- 29 oktober – Woody Herman, 74, amerikansk orkesterledare.[4]
- 12 november – Cornelis Vreeswijk, 50, nederländsk-svensk trubadur och visdiktare.[4]
- 11 december – Jascha Heifetz, 86, rysk violonist.[4]

### Fotnoter
1. ↑  Poplight - Melodifestivalen Arkiverad 2 december 2013 hämtat från the Wayback Machine..
2. ↑  Poplight - Eurovision Song Contest.
3. ↑  Top 10 Music Videos of the 80's
4. 1 2 3 4 5 6 7 8   Horisont 1987. Bertmarks
5. ↑  ”Bob Dylan”. http://www.bobdylan.com/tour/1987-09-25-scandinavium. Läst 15 april 2011.
6. ↑  ”Bob Dylan”. http://www.bobdylan.com/tour/1987-09-26-johanneshovs-isstadion. Läst 15 april 2011.
7. ↑  ”78:or & film”. Arkiverad från originalet den 23 oktober 2021. https://web.archive.org/web/20211023014112/http://musiknostalgi.atspace.cc/historia.htm. Läst 3 juni 2011.
8. ↑  Elisabeth Andreassen fansite – Skivhistorik
9. ↑  Lotta Engbergs diskografi Arkiverad 3 februari 2011 hämtat från the Wayback Machine.
10. 1 2 3 4  Roxettes diskografi Arkiverad 24 augusti 2011 hämtat från the Wayback Machine.
11. ↑  Kikkis största hits Arkiverad 18 mars 2012 hämtat från the Wayback Machine.
12. ↑  Dalida's Official Website, Biography Arkiverad 19 juli 2011 hämtat från the Wayback Machine., läst 29 december 2009
13. ↑  ”Dalida”. New York Times. 5 maj 1987. http://query.nytimes.com/gst/fullpage.html?res=9B0DE1DD1230F936A35756C0A961948260. Läst 29 december 2009.